# Castel Volturno
Castel Volturno – miejscowość i gmina we Włoszech, w regionie Kampania, w prowincji Caserta. Położona około 35 km na północny zachód od Neapolu i około 35 km na zachód od Caserty nad rzeką Volturno. W 2010 roku Castel Volturno zamieszkiwało 25.000 mieszkańców i około 18.000 afrykańskich uchodźców.